# Blestia
Blestia is een geslacht van spinnen uit de familie hangmatspinnen (Linyphiidae).

## Soorten
De volgende soorten zijn bij het geslacht ingedeeld:
- Blestia sarcocuon (Crosby & Bishop, 1927)